# Roland Ratzenberger
 Roland Ratzenberger  va ser un pilot de curses automobilístiques austríac que va arribar a disputar curses de Fórmula 1.
Roland Ratzenberger va néixer el 4 de juliol del 1960 a Salzburg, Àustria i va morir el 30 d'abril del 1994 en un accident als entrenaments del GP de San Marino al circuit d'Imola. En la cursa d'aquest mateix Gran Premi, també va morir Ayrton Senna.

## A la F1
Va debutar a la primera cursa de la temporada 1994 (la quaranta-cinquena temporada de la història) del campionat del món de la Fórmula 1, disputant el 27 de març del 1994 el GP de Brasil.
Roland Ratzenberger va participar en un total de tres curses puntuables pel campionat de la F1, no aconseguint cap punt pel campionat.

## Resultats a la Fórmula 1
| Any  | Equip       | Xassís | Motor | 1       | 2      | 3        | 4   | 5   | 6   | 7   | 8  | 9   | 10  | 11  | 12  | 13  | 14  | 15  | 16  | Posició | Punts |
| ---- | ----------- | ------ | ----- | ------- | ------ | -------- | --- | --- | --- | --- | -- | --- | --- | --- | --- | --- | --- | --- | --- | ------- | ----- |
| 1994 | Simtek Ford | Simtek | Ford  | BRA NVQ | PAC 11 | SNM MORT | MON | ESP | CAN | FRA | GB | ALE | HON | BEL | ITA | POR | EUR | JAP | AUS | 33è     | 0     |

### Resum[1]
| Curses: | Victòries: | Pòdiums: | Poles: | Voltes ràpides: | Punts: |
| ------- | ---------- | -------- | ------ | --------------- | ------ |
| 3       | 0          | 0        | 0      | 0               | 0      |